# Universiteit van Hawaï in Manoa
De Universiteit van Hawaï in Manoa (Engels: University of Hawaiʻi at Mānoa) is een openbare universiteit die haar campus heeft in de wijk Manoa van Honolulu, in de Amerikaanse staat Hawaï. 
De universiteit werd in 1907 opgericht als het College of Agriculture and Mechanical Arts en in 1920 herdoopt in College of Hawaiʻi. In 1921 kreeg de universiteit haar huidige naam. De universiteit maakt onderdeel uit van het Universiteit van Hawaï-systeem.
Het motto van de school is: Ma luna a'e o na lahui a pau ke ola o ke kanaka (boven alle naties is de mensheid).
De sportteams van de Universiteit heten de Hawaii Rainbow Warriors en de Hawaii Rainbow Wahine.

## Personen
De volgende bekende personen hebben gestudeerd en/of gewerkt op de Universiteit van Hawaï: 
- Alice Ball (1892-1916) – Scheikundige
- Thornton Wilder (1897–1975) – Schrijver
- Daniel Inouye (1924–2012) – Politicus
- Barack Obama Senior (1936–1982) – Vader van VS-president
- Beau Bridges (1941) – Acteur
- Ann Dunham Soetoro (1942-1995) – Antropologe, moeder van VS-president Obama
- Lee Jong-wook (1945–2006) – Directeur van de WHO
- Bette Midler (1945) – Zangeres en actrice